# Salomons Kapel
Salomons kapel is een middeleeuwse kapelruïne en ligt aan de voet van een ongeveer 50 meter hoog granietplateau, Hammeren (ook Hammerknuden) genaamd, aan de noordwestkust van Bornholm in de Oostzee.

## Geschiedenis
De kapel werd gebouwd in de 14e eeuw, waarschijnlijk op instigatie van de aartsbisschop van Lund. Nadat de Deense koning Sven III Grathe of Eriksson in 1149 grote delen van het eiland Bornholm aan de aartsbisschop van Lund had nagelaten was ook het noordelijke deel van het eiland eigendom van de kerk. Vóór 1325 werd een kleine rechthoekige kerkruimte gebouwd van baksteen en uit de rotsen gehouwen steenblokken. Later werd een wapenhuis aan de zuidkant van de kerk gebouwd.
De kapel dankt zijn naam waarschijnlijk aan de heilige Salomon (1221), een van de heiligen van de dominicaanse monniken. De dominicanen hadden in het begin van de veertiende eeuw een grote invloed aan het hof van de paus in Rome. Om in goede verhouding te blijven met deze kerkelijke macht, liet de aartsbisschop van Lund de inzegening aan de heilige Salomon toe. Binnen in de kerkelijke ruimte staat nog steeds de altaartafel en de vloer was van baksteen en versierd met keramische tegels. Langs de muren van het wapenhuis zijn banken van bakstenen. In 1923 heeft men de kapel en de omgeving onderzocht, en bij die gelegenheid is het deels gerestaureerd.
De kleine kapel diende als Godshuis voor de vele handelaren en vissers. Van eind augustus tot en met begin oktober was er een haringmarkt. Vooral in de dertiende- tot en met de vijftiende eeuw was dit een plaats waar handelaren van de Duitse hanzesteden Hamburg en Lübeck zich vestigden in een nederzetting in de nabijheid van het kapelletje. Het haventje Kragkås was de plaats waar alle schepen aanmeerden. Vele van de munten die gevonden zijn in Salomons Kapel stammen juist van die steden.
In het noordwesten was er een bron (Sankt Salomons Helligkilde) die als heilig werd beschouwd. Pelgrims reisden erheen om van het water te drinken en om via gebeden genezen te worden.
In het begin van de zestiende eeuw braken er zware tijden aan in de visserij, en werd de nederzetting verlaten en verviel het kapelletje in een ruïne. Na de Reformatie vanaf 1536 verloren de bron en het kapelletje hun roem en zaligheid. Al met al werd het kapelletje een kleine driehonderd jaar gebruikt.

Van de vroegere inventaris is niets overgebleven, echter vermoedt men dat de kleine klok in de kerk van Allinge uit Salomons Kapel stamt.
De ruïne ligt aan een toeristische wandelpad dat rond Hammeren gaat. De ruïne staat als monument geregistreerd.

## Trivia
Een vrijmetselaarsgemeente bestaat onder dezelfde naam: www.salomoskapel